# Baza ortonormalna
Baza ortonormalna – zbiór wektorów {\displaystyle {\mathcal {E}}} w przestrzeni unitarnej {\displaystyle H} z iloczynem skalarnym {\displaystyle \langle \cdot ,\cdot \rangle } o następujących własnościach:
- {\displaystyle \|e\|^{2}=\langle e,e\rangle =1} dla każdego {\displaystyle e\in {\mathcal {E}}} (tj. każdy element ma normę 1),
- ortogonalność: {\displaystyle \langle e_{1},e_{2}\rangle =0} dla różnych {\displaystyle e_{1},e_{2}\in {\mathcal {E}},}
- domknięcie (w sensie topologii normowej) otoczki liniowej zbioru {\displaystyle {\mathcal {E}}} jest całą przestrzenią {\displaystyle H.}

Pojęcie bazy ortonormalnej rozpatruje się najczęściej w kontekście przestrzeni Hilberta.
Uwaga: Baza ortonormalna w algebrze liniowej i w analizie funkcjonalnej nie są pojęciami tożsamymi. W algebrze liniowej warunek domknięcia zastąpiony jest warunkiem jednoznaczności rozkładu:  
otoczka liniowa zbioru {\displaystyle {\mathcal {E}}} jest całą przestrzenią
nie zaś tylko jej domknięcie. Brak operacji domknięcia sprawia, że w typowym przykładzie nieskończnie wymiarowej przestrzeni Hilberta,   przestrzeni {\displaystyle \ell _{2}} wszystkich ciągów liczbowych sumowalnych z kwadratem, baza ortornomalna jest zbiorem nieprzeliczalnym, kiedy rozpatrywana jest w sensie algebry liniowej (jest ona wtedy pokrewna pojęciu bazy Hamela). Jednocześnie wraz z warunkiem domknięcia jest zbiorem przeliczalnym - jak wskazano w przykładach poniżej.

## Przykłady
- Zbiór {\displaystyle \{(1,0,0),(0,1,0),(0,0,1)\}} jest bazą ortonormalną przestrzeni euklidesowej {\displaystyle \mathbb {R} ^{3}.}
- Zbiór {\displaystyle \{(1,0,0,\dots ),(0,1,0,\dots ),(0,0,1,\dots )\}} jest bazą ortonormalną przestrzeni {\displaystyle \ell _{2}} wszystkich ciągów liczbowych sumowalnych z kwadratem.
- Zbiór {\displaystyle \{e^{2\pi in}\colon n\in \mathbb {Z} \}} jest bazą ortonormalną przestrzeni zespolonej {\displaystyle L_{2}([0,1]).} Fakt ten jest podstawą teorii szeregów Fouriera.
- Bazą ortonormalną przestrzeni {\displaystyle \ell _{2}(I),} gdzie {\displaystyle I} jest dowolnym zbiorem, jest rodzina {\displaystyle \{e_{i}\colon \,i\in I\},} gdzie:

{\displaystyle e_{i}(j)={\begin{cases}1&j=i\\0&j\neq i\end{cases}}.}

## Podstawowe wzory
Jeżeli {\displaystyle {\mathcal {E}}} jest bazą ortonormalną przestrzeni {\displaystyle H,} to dowolny wektor {\displaystyle h} tej przestrzeni daje się zapisać w postaci:
{\displaystyle h=\sum _{e\in {\mathcal {E}}}\langle h,e\rangle e.}
Z powyższej równości, nazywanej tożsamością Parsevala, wynika że baza ortonormalna jest bazą Schaudera.
Normę wektora {\displaystyle h} można wyrazić za pomocą równości:
{\displaystyle \|h\|^{2}=\sum _{e\in {\mathcal {E}}}|\langle h,e\rangle |^{2}.}
Równości te są prawdziwe również w przypadku, gdy {\displaystyle {\mathcal {E}}} jest zbiorem nieprzeliczalnym, gdyż z definicji jedynie przeliczalnie wiele składników odpowiedniej sumy jest różnych od zera.
Przestrzeń Hilberta {\displaystyle H} z bazą {\displaystyle {\mathcal {E}}} jest izometrycznie izomorficzna z opisaną wyżej przestrzenią {\displaystyle \ell _{2}(I),} gdzie {\displaystyle I} jest dowolnym zbiorem równolicznym z {\displaystyle {\mathcal {E}}.}

## Istnienie bazy ortonormalnej
Jeżeli {\displaystyle {\mathcal {E}}} jest zbiorem wektorów parami ortogonalnych w przestrzeni Hilberta {\displaystyle H,} to domknięcie powłoki liniowej zbioru {\displaystyle {\mathcal {E}}} jest podprzestrzenią liniową {\displaystyle H.} Zbiór {\displaystyle {\mathcal {E}}} jest wówczas bazą ortogonalną dla tej podprzestrzeni.
Korzystając z lematu Kuratowskiego-Zorna, można uzasadnić, że każda przestrzeń Hilberta ma bazę ortogonalną, a w konsekwencji ortonormalną. Dowolne dwie bazy ortogonalne jednej przestrzeni mają równą moc. Przestrzeń Hilberta jest ośrodkowa wtedy i tylko wtedy, gdy ma przeliczalną bazę ortogonalną. Istnieją przestrzenie unitarne bez bazy ortonormalnej.

### Ortogonalizacja
Każdy skończony lub przeliczalny układ wektorów liniowo niezależnych można zortogonalizować – to znaczy utworzyć inny układ wektorów, będących kombinacjami liniowymi wektorów danego układu w ten sposób, by nowy układ był już układem ortogonalnym. Typową metodą jest ortogonalizacja Grama-Schmidta.